# Malmesbury Railway
Die Malmesbury Railway war eine britische Eisenbahngesellschaft in Wiltshire in England.

## Geschichte
1864 war vorgesehen Malmesbury mittels einer Bahnstrecke von Stroud nach Christian Malford Halt entlang des Avon ans Bahnnetz anzuschließen. Wegen Differenzen der Haupteigentümer der bauausführenden Wiltshire and Gloucestershire Railway, der Midland Railway und der Great Western Railway, wurde der Bau jedoch 1871 eingestellt.
Daraufhin wurde ein reduziertes Konzept erarbeitet und die Malmesbury Railway erhielt am 25. Juli 1872 die Konzession zum Bau der 8,5 Kilometer lange Bahnstrecke von Malmesbury nach Dauntsey. Die Baukosten wurden auf 60.000 Pfund geschätzt. In Dauntsey bestand eine Verbindung zur Great Western Main Line zwischen Bristol und London-Paddington. Eigentümer der Gesellschaft waren örtliche Grundbesitzer und Unternehmer sowie zu 50 % die Great Western Railway. Diese war auch der Betriebsführer.
Die Eröffnung der Strecke erfolgte am 17. Dezember 1877. Mit Wirkung vom 1. Juli 1880 wurde Gesellschaft von der Great Western Railway übernommen.